# Eriko Asai
Eriko Asai (jap. 浅井 えり子, Asai Eriko; * 20. Oktober 1959 in Adachi, Tokio) ist eine ehemalige japanische Marathonläuferin.

## Sportliche Laufbahn
Schon 1980, während ihres Studiums an der Bunkyo-Universität, lief sie beim Tokyo International Women’s Marathon ihren ersten Wettkampf über 42,195 km und wurde in 3:00:32 h Zwölfte. 1982 wurde sie Mitglied des Firmenteams von NEC Home Electronics, wo sie von Isao Sasaki trainiert wurde. 1983 wurde sie jeweils mit persönlicher Bestzeit Dritte beim Vancouver-Marathon in 2:50:36 h und Fünfte in Tokio in 2:39:47 h. Im Jahr darauf steigerte sie sich erneut als Vierte beim Nagoya-Marathon auf 2:38:31 h und als Zweite in Tokio auf 2:33:43 h. 1985 wurde sie Neunte beim IAAF-Weltcup-Marathon in Hiroshima. Als Zweite beim Osaka Women’s Marathon 1986 wurde sie für die Asienspiele in Seoul nominiert, bei denen sie die Goldmedaille gewann. Bei den Leichtathletik-Weltmeisterschaften 1987 in Rom kam sie auf den 26. Platz. 1988 qualifizierte sie sich mit einem vierten Platz in Osaka für die Olympischen Spiele in Seoul, bei denen sie auf Rang 25 einlief. 1989 wurde sie Vierte beim Boston-Marathon, 1990 Elfte in Osaka und jeweils Dritte in Nagoya und beim Hokkaidō-Marathon. 1991 stellte sie beim Pilot Marathon in Betsukai (Unterpräfektur Nemuro) mit 2:35:29 h den aktuellen Streckenrekord auf. In der darauffolgenden Saison wurde sie Dritte in Nagoya und gewann den Sapporo-Halbmarathon, bei dem sie schon 1987 siegreich gewesen war. Als Siebte bei den Halbmarathon-Weltmeisterschaften 1992 in South Shields trug sie zum Gewinn der Goldmedaille für das japanische Team bei, und in Tokio wurde sie Dritte. 1993 blieb sie zweimal unter zweieinhalb Stunden: In Nagoya wurde sie Vierte in 2:28:22 h, und beim  Gold-Coast-Marathon stellte sie mit 2:29:29 h den aktuellen Streckenrekord auf. In Tokio wurde sie Fünfte. 1994 siegte sie beim Ōme-Marathon über 30 km und in Nagoya. 
Im August wurde bei ihrem Trainer und Lebensgefährten Isao Sasaki ein malignes Melanom diagnostiziert. Das Paar heiratete kurz darauf, und als die Therapie zunächst erfolgreich zu verlaufen schien, fuhren sie zum Honolulu-Marathon, wo Eriko Asai Zweite wurde. Zu Beginn des Jahres verschlimmerte sich jedoch sein Zustand, und am 3. März 1995 verstarb er, genau ein Jahr nach Erikos Triumph in Nagoya. Ein Jahr später kam Eriko Asai in Nagoya auf den 14. Platz. Bei den hochkarätig besetzten japanischen Frauenrennen konnte sie nun nicht mehr vordere Plätze belegen. Jedoch wurde sie mit über 40 Jahren noch 1999 Fünfte und 2000 Achte in Honolulu, und 2001 kam sie beim Gold-Coast-Marathon auf den dritten und in Honolulu auf den neunten Platz.

## Trainingsmethode
Isao Sasakis bevorzugte Trainingsmethode waren, ähnlich wie bei Ernst van Aaken, lange Läufe in einem langsamen Tempo (Long slow distance). Er verfasste darüber bereits 1984 ein Buch mit dem Titel ゆっくり走れば速くなる (Yukkuri hashireba hayaku naru, „Lauf langsam, und du wirst schnell“). Eriko Asai führt dieses Erbe als Trainerin, Lauflehrerin und Buchautorin fort.

## Persönliche Bestzeiten
- 5000 m: 15:41,80 min, 5. Mai 1993, Shizuoka
- 10.000 m: 32:22,18 min, 25. April 1993, Kōbe
- Halbmarathon: 1:10:51 h, 20. September 1992, South Shields
- Marathon: 2:28:22 h, 7. März 1993, Nagoya

## Veröffentlichungen
- もういちど二人で走りたい (Mō ichido futari de hashiritai). Tokuma Shoten, Tokio 1995, ISBN 4-19-860391-X
- 新・ゆっくり走れば速くなる (Shin yukkuri hashireba hayaku naru). Runners, 1997, ISBN 4-947537-48-5; Neuausgabe ebd. 2005, ISBN 4-947537-63-9